# Max Klinger (artysta)

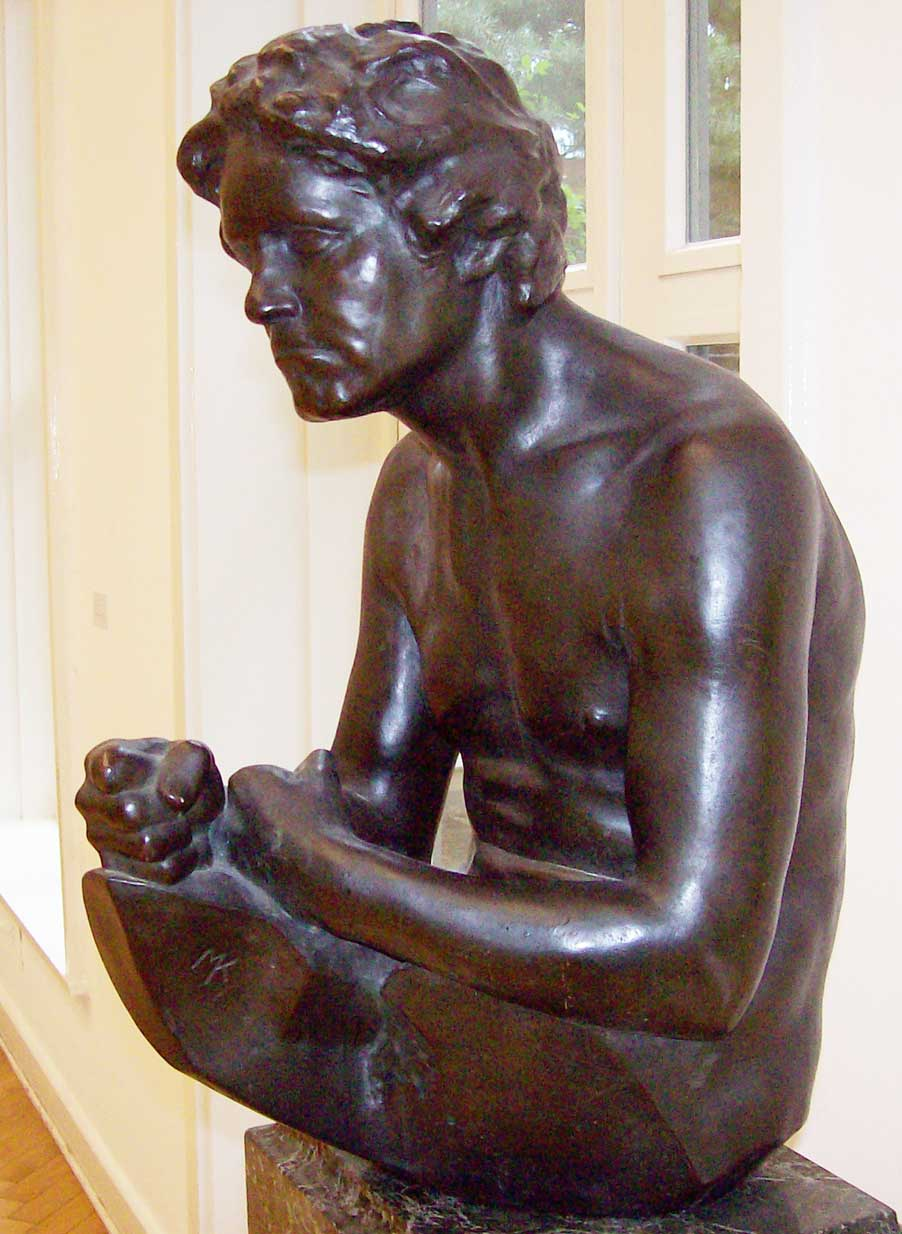
Beethoven, 1902

Max Klinger (ur. 18 lutego 1857 w Lipsku, zm. 5 lipca 1920 w Großjena) – niemiecki symbolista, malarz, rzeźbiarz i grafik. 

## Życiorys
Studiował w Karlsruhe. W swojej twórczości szczególnie cenił prace Adolfa von Menzla oraz Francisca Goi. 
Jego grafiki stały się inspiracją dla działalności niemieckiego ekspresjonisty Alfreda Kubina.
Zafascynowany sztuką antyczną, w szczególności polichromowanymi greckimi rzeźbami, w swojej twórczości chętnie korzystał z kolorowego marmuru, łącząc go z brązem lub innymi materiałami, które nadawały jego dziełom barwności i niezwykłej plastyczności.
Jako grafik, zasłynął cyklem Rękawiczka z 1881 roku. Są to akwaforty, opowiadające o marzeniach sennych młodego artysty, zakochanego w nieznajomej kobiecie. Głównym motywem narracji jest zagubiona rękawiczka tejże kobiety, a odnaleziona przez nieszczęśliwie zakochanego artystę. Rękawiczka staje się atrybutem niezaspokojonego pożądania, niewytłumaczonego lęku i grozy.
Został w 1917 odznaczony Pour le Mérite za Naukę i Sztukę.